# جودیت جارویس تامسون
جودیت جارویس تامسون (به انگلیسی: Judith Jarvis Thomson) (۴ اکتبر ۱۹۲۹ – ۲۰ نوامبر ۲۰۲۰)، یک فیلسوف آمریکایی بود که در زمینه اخلاق و متافیزیک مطالعه و کار کرد، و بیشتر به خاطر فعالیت و نوشته‌هایش دربارهٔ سقط جنین شناخته می‌شود. او به نام‌گذاری، توسعه، و آغاز ادبیات جدیدی در مورد «مسئله تراموا» (که برای اولین بار توسط فیلیپا فوت مطرح شد) دست یازیده‌است.
تامسون همچنین مقاله‌ای با عنوان «دفاع از سقط جنین» منتشر کرد که این استدلال را مطرح می‌کند که این عمل از نظر اخلاقی مجاز است، حتی اگر فرض شود که جنین موجودی با حق زندگی است. او در سال ۲۰۱۹ به عضویت انجمن فیلسوفان آمریکا انتخاب شد.

## سنین جوانی و تحصیل
تامسون در ۴ اکتبر ۱۹۲۹ در شهر نیویورک متولد شد. مادرش هلن (وستری) جارویس معلم انگلیسی و پدرش تئودور جارویس حسابدار بود. مادر تامسون در شش سالگی درگذشت، و پدرش دو سال بعد دوباره ازدواج کرد. همسر دوم او یهودی بود و دو فرزند داشت.
والدین تامسون هیچ فشار مذهبی بر او وارد نکردند، اما او در چهارده سالگی، زمانی که به معبد اسرائیل در منهتن می‌رفت، رسماً به یهودیت گروید.
تامسون در ژانویه ۱۹۴۶ از هانتر کالج فارغ‌التحصیل شد. او در سال ۱۹۵۰، مدرک لیسانس خود را از کالج بارنارد، لیسانس دوم را در سال ۱۹۵۲، در کالج نیونهام، کمبریج، کارشناسی ارشد را در سال ۱۹۵۶، از کمبریج، و دکترای خود را از دانشگاه کلمبیا در سال ۱۹۵۹ دریافت کرد. تمام مدارک او در رشته فلسفه بوده‌است.
در سال ۱۹۶۰، تامسون شروع به تدریس در کالج بارنارد کرد. در سال ۱۹۶۲ با جیمز تامسون که استاد دانشگاه کلمبیا بود ازدواج کرد. جودیت و جیمز سال تحصیلی ۱۹۶۲–۱۹۶۳ را در آکسفورد گذراندند و پس از آن به بوستون نقل مکان کردند. جودیت به مدت یک سال در دانشگاه بوستون تدریس کرد و در سال ۱۹۶۴ به عضویت هیئت علمی مؤسسه فناوری ماساچوست (MIT) درآمد و در آن‌جا استاد فلسفه بود. تامسون‌ها در سال ۱۹۸۰ طلاق گرفتند، اما هم‌چنان تا زمان مرگ جیمز در سال ۱۹۸۴ همکار باقی ماندند.

## حرفه
تامسون استاد دانشگاه‌های پیتسبورگ (۱۹۷۶)، دانشگاه برکلی (۱۹۸۳) و ییل (۱۹۸۲، ۱۹۸۴، ۱۹۸۵) بود. همچنین دارای بورسیه‌هایی از بنیاد فولبرایت (۱۹۵۰–۱۹۵۱)، انجمن زنان دانشگاهی آمریکا (۱۹۶۲–۱۹۶۳)، موقوفه ملی علوم انسانی (۱۹۷۸–۱۹۷۹، ۱۹۸۶–۱۹۸۷)، بنیاد گوگنهایم (۱۹۸۶–۱۹۸۷) و مرکز مطالعات پیشرفته در اسلو، نروژ (۱۹۹۶) بود. در سال ۱۹۸۹، تامسون به عضویت فرهنگستان هنر و علوم آمریکا انتخاب شد، و در سال‌های ۱۹۹۲ تا ۱۹۹۳ به‌عنوان رئیس انجمن فلسفی آمریکا (APA)، (بخش شرقی) خدمت کرد. در سال ۱۹۹۹، در دانشگاه پرینستون سخنرانی تانر، مطالبی در مورد ارزش‌های انسانی ارائه کرد. سخنرانی او با عنوان «نیکی و نصیحت» بود. تامسون بیشتر دوران حرفه‌ای خود را در مؤسسه فناوری ماساچوست تدریس کرد و در آن‌جا به‌عنوان استاد باقی ماند.
در سال ۲۰۱۲، تامسون جایزه کوین را توسط انجمن فلسفی آمریکا دریافت کرد. در سال ۲۰۱۵، دکترای افتخاری از دانشگاه کمبریج، و در سال ۲۰۱۶ دکترای افتخاری از دانشگاه هاروارد به او اعطا شد. در سال ۲۰۱۶، به‌عنوان عضو مسئول آکادمی بریتانیا انتخاب شد. تامسون در ۲۰ نوامبر ۲۰۲۰ در سن ۹۱ سالگی درگذشت. او در کنار همسر سابقش در آرامستان مونت اوبرن به خاک سپرده شد.

## دیدگاه‌های فلسفی
زمینه‌های اصلی تحقیق تامسون فلسفه اخلاق و متافیزیک بود. او در فلسفه اخلاق سهم قابل توجهی در فرااخلاق، اخلاق هنجاری و اخلاق کاربردی داشت.
مقاله «دفاعی از سقط جنین» (۱۹۷۱)، یک آزمایش فکری را معرفی کرد که تامسون برای آن شناخته شده‌است. مقاله تامسون از نظر تاریخی به پرونده دادگاه رو در برابر وید مرتبط است، و دقیقاً قبل از آن ارائه شده‌است. این مقاله از خواننده می‌خواهد تصور کند که دستگاه گردش خون او بدون رضایت او به دستگاه یک ویولونیست متصل است، و نوازنده باید ۹ ماه زندگی او را حفظ کند. فرضیه ارائه‌شده توسط تامسون توجه فلسفی را از حقوق جنین به حقوق زن باردار هدایت می‌کند. استدلال او می‌گوید که جنین یک شخص است که به هر موضوعی که حول او می‌چرخد مرتبط است؛ از سویی، تامسون عنوان می‌کند که استقلال بدنی زن، به هر گونه حقوق جنین ارجحیت دارد. این موضوع از آن زمان مورد بحث جدی قرار گرفت، به‌طوری که در برخی از محافل ضد سقط جنین نیز پذیرفته شده و شیوه بحث دربارهٔ سقط جنین را تغییر داده‌است.
در رابطه با نظریات اخلاقی، تامسون با دیدگاه‌های نتیجه‌گرایانه، لذت‌گرا و ذهن‌گرا مخالف بود. کار او متکی بر عناصر خاصی از استدلال دئونتولوژیک بود.
در متافیزیک، تامسون به مباحثی در مورد رابطه بین اعمال و رویدادها، و بین زمان و بخش‌های فیزیکی تمرکز کرد.
او همچنین به موضوع حریم خصوصی نیز پرداخته‌است.

## آثار برگزیده
- تامسون, جودیت جارویس (1971). "دفاع از سقط جنین" (PDF). فلسفه و روابط عمومی. 1 (1): 47–66. ISSN 0048-3915. JSTOR 2265091.
- تامسون, جودیت جارویس (1975). "حق حفظ حریم خصوصی". فلسفه و روابط عمومی. 4 (4): 295–314. ISSN 0048-3915. JSTOR 2265075.
- تامسون, جودیت جارویس (1977). اعمال و مناسبات دیگر (به انگلیسی). ایتاکا، نیویورک: انتشارات دانشگاه کرنل. ISBN 978-0-8014-1050-5. OCLC 655087495.
- تامسون, جودیت جارویس (1986). حقوق، استرداد و خطر: مقالاتی در نظریه اخلاقی (به انگلیسی). کمبریج، ماساچوست: انتشارات دانشگاه هاروارد. ISBN 978-0-674-76980-9. OCLC 1151158974.
- تامسون, جودیت جارویس (May 1985). "مسئله تراموا" (PDF). مجله حقوقی ییل. 94 (6): 1395–1415. doi:10.2307/796133. JSTOR 796133.
- تامسون, جودیت جارویس, ed. (1987). دربارهٔ هستی و گفتن: مقالاتی برای ریچارد کارترایت. کمبریج، ماساچوست: انتشارات مؤسسه فناوری ماساچوست. ISBN 978-0-262-20063-9.
- تامسون, جودیت جارویس (1990). قلمرو حقوق (به انگلیسی). کمبریج، ماساچوست: انتشارات دانشگاه هاروارد. ISBN 978-0-674-74948-1. OCLC 1151074383.
- تامسون, جودیت جارویس (ژانویه 1994). "نیکی و فایده‌گرایی". Proceedings and Addresses of the American Philosophical Association. 67 (4): 5–21. doi:10.2307/3130740. JSTOR 3130740.
- هارمن, گیلبرت; تامسون, جودیت جارویس (1996). نسبیت اخلاقی و عینیت اخلاقی (به انگلیسی). کمبریج، ماساچوست: وایلی بلکول. OCLC 1036773391.
- تامسون, جودیت جارویس (2001). نیکی و اندرز (به انگلیسی). پرینستون، نیوجرسی: انتشارات دانشگاه پرینستون. ISBN 978-1-4008-2472-4. OCLC 362799240.